# Mine Countermeasure Vessels Operational Sea Training
Das Mine Countermeasure Vessels Operational Sea Training (MOST) der belgisch-niederländischen Minenkriegsschule EGUERMIN ist ein Training für Minenabwehrfahrzeuge (MCMV) von NATO- und verbündeten Marinen.

## Geschichte
MOST wurde 1986 von den Marinen des seinerzeit für die Marinezusammenarbeit im Bereich Ärmelkanal zuständigen Channel Committee unter der ursprünglichen Bezeichnung Mine Countermeasures Vessel Operational Sea Test als Überprüfung der Einsatzfähigkeit von MCMV initiiert und 1990 erstmals in Ostende durchgeführt. Als Vorbild diente die beim britischen Flag Officer Sea Training (FOST) angebotene Ausbildung, die allerdings auf größere Kriegsschiffe zugeschnitten war. Teilnehmer waren zunächst MCMV der belgischen, britischen, deutschen und niederländischen Marine. 2003 wurde der Lehrgang nach Zeebrügge verlegt.
Seit der Einrichtung des Most hat dieser sich von einer Überprüfung zu einer Ausbildung entwickelt. Zugleich hat sich die Anzahl der teilnehmenden Nationen vergrößert. Außer den Initiatoren nehmen inzwischen MCMV aus Frankreich, Italien, Kanada, Norwegen, Polen und Spanien am MOST teil. Seither haben über 150 MCMV das MOST-Programm durchlaufen.

## Aufgaben und Inhalt

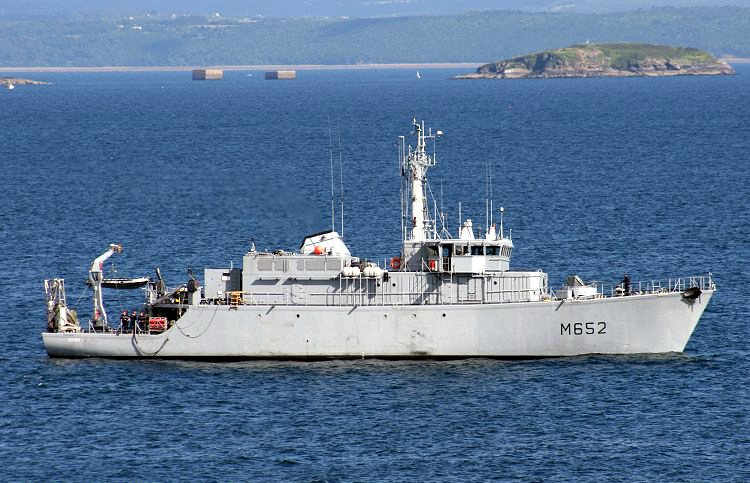
Ein Minenjagdboot der Tripartite-Klasse, wie es in der belgischen, französischen und niederländischen Marine in Gebrauch ist

Inhalt des Lehrgangs sind Abwehrverfahren gegen Seeminen durch dafür vorgesehene Fahrzeuge wie Minensuchboote und Minenjagdboote.
Das Programm dauert zwei Wochen und beginnt mit der Überprüfung des auszubildenden Fahrzeugs durch den Lehrstab (Staff Harbour Check). Die erste Ausbildungswoche dient der allgemeinen Ausbildung in der seemännischen Handhabung des Bootes einschließlich der Notrollen. Die Ausbildung findet im Hafen und in See statt, wobei die Fahrzeuge täglich in den Hafen zurückkehren. Die zweite Ausbildungswoche wird als Weekly War bezeichnet und besteht aus einem mehrtägigen, realitätsnahen Szenario in See. Sie endet mit einer Gesamtbewertung des Fahrzeugs.
Die Tatsache, dass MCMV aus mehreren Nationen an dem Programm teilnehmen, dient der Vereinheitlichung von Verfahren und fördert die Fähigkeit zur Zusammenarbeit im Bündnis.

## Verweise